# Окланд класик 2010 — парови
АСБ класик Окланд (енгл. ASB Classic Auckland) је други професионални ВТА тениски турнир у 2010. години. Ове године одржан је двадсетпети пут у Окланду, Нови Зеланд од 4. јануара до 9. јануара. Играо се на отвореним теренима АСБ тенис центра, са тврдом подлогом.
Турнир је међународне категорије са наградним фондом од 220.000 долара. Победнице освајају 280 ВТА поена.
На турниру учествује 16 парова са тенисеркама из 18 земаља.
Титулу неће бранити прошлогодишње победнице Натали Деши из Француске и Мара Сантанђело из Италије. Деши је напустила тенис јула 2009, а Сантанђело је одлучила да не учествије ове године.
Победнице су Кара Блек из Зимбабвеа и Лајзел Хубер из САД које су финалу победиле јужноафричо—амерички пар Натали Грандин и Лора Гранвил са 2:0
(7:6(4), 6:2).

### Носиоци у игри парова
| # | Пар                                                          | Резултат успешности | Резултат успешности                                        |
| - | ------------------------------------------------------------ | ------------------- | ---------------------------------------------------------- |
| 1 | Кара Блек Зимбабве · Лајзел Хубер Сједињене Државе (1)       | Победнице           | Натали Гендин Јужна Африка · Лора Гранвил Сједињене Државе |
| 2 | Сања Мирза Индија · Вирхинија Руано Паскуал Шпанија (47)     | 1. коло             | Доминика Цибулкова Словачка · Јанина Викмајер Белгија ВК   |
| 3 | Флавија Пенета · Франческа Скјавоне Италија (48)             | полуфинале          | Кара Блек Зимбабве · Лајзел Хубер Сједињене Државе (1)     |
| 4 | Јелена Веснина Русија · Риза Залемеда Сједињене Државе (118) | четвртфинале        | Владимира Ухлиржова · Рената Ворацова Чешка                |

Број у загради означава рејтинг парова на ВТА листи од 28. децембра 2009.

## Прво коло
4. и 5. јануар 2010.
| бр. меча | 1. пар                                                      | Резултат        | 2. пар                                                               |
| -------- | ----------------------------------------------------------- | --------------- | -------------------------------------------------------------------- |
| 1.       | Кара Блек Зимбабве · Лајзел Хубер Сједињене Државе (1)      | 6:3 (7:6(6)     | Марина Ераковић Нови Зеланд · Полона Херцог Словенија ВК             |
| 2.       | Моника Никулеску · Јоана Ралука Олару Румунија              | 7:5, 7:5        | Анабел Мадина Гаригес · Карла Суарез Наваро Шпанија                  |
| 3.       | Флавија Пенета · Франческа Скјавоне Италија (3)             | 7:5, 2:6, 10:3  | Едина Галовиц · Шахар Пер Израел                                     |
| 4.       | Јулија Гергес · Татјана Малек Немачка                       | 6:4, 2:6, 8:10  | Сара Борвел Уједињено Краљевство · Ракел Копс-Џоунс Сједињене Државе |
| 5.       | Жили Коан Француска · Мари Полетје Канада                   | 6:4, 3:6, 4:10  | Владимира Ухлиржова · Рената Ворацова Чешка                          |
| 6.       | Џил Крејбас · Ебигејл Спирс Сједињене Државе                | 5:7, 6:3, 10:12 | Јелена Веснина Русија · Риза Залемеда Сједињене Државе (118)         |
| 7.       | Натали Грандин Јужна Африка · Лора Гранвил Сједињене Државе | 6:3, 6:2        | Кристина Бароа Немачка · Марија Кондратјева Русија                   |
| 8.       | Доминика Цибулкова Словачка · Јанина Викмајер Белгија ВК    | 6:1, 7:6(6)     | Сања Мирза Индија · Вирхинија Руано Паскуал Шпанија (2)              |

## Четвртфинале
6. и 7. јануар 2009
| бр. меча | 1. пар                                                      | Резултат            | 2. пар                                                               |
| -------- | ----------------------------------------------------------- | ------------------- | -------------------------------------------------------------------- |
| 1.       | Кара Блек Зимбабве · Лајзел Хубер Сједињене Државе (1)      | 6:3, 6:2            | Моника Никулеску · Јоана Ралука Олару Румунија                       |
| 2.       | Флавија Пенета · Франческа Скјавоне Италија (3)             | 7:6(5), 6:4         | Сара Борвел Уједињено Краљевство · Ракел Копс-Џоунс Сједињене Државе |
| 3.       | Владимира Ухлиржова · Рената Ворацова Чешка                 | 7:6(13), 3:6, 16:14 | Јелена Веснина Русија · Риза Залемеда Сједињене Државе (118)         |
| 4.       | Натали Грандин Јужна Африка · Лора Гранвил Сједињене Државе | 6:3, 6:1            | Доминика Цибулкова Словачка · Јанина Викмајер Белгија ВК             |

## Полуфинале
| бр. меча | 1. пар                                                 | Резултат       | 2. пар                                                      |
| -------- | ------------------------------------------------------ | -------------- | ----------------------------------------------------------- |
| 1.       | Кара Блек Зимбабве · Лајзел Хубер Сједињене Државе (1) | 6:1, 5:7, 10:8 | Флавија Пенета · Франческа Скјавоне Италија (3)             |
| 2.       | Владимира Ухлиржова · Рената Ворацова Чешка            | 2:6, 6:3, 8:10 | Натали Грандин Јужна Африка · Лора Гранвил Сједињене Државе |

## Финале
| бр. меча | 1. играчица                                            | Резултат    | 2. играчица                                                 |
| -------- | ------------------------------------------------------ | ----------- | ----------------------------------------------------------- |
| 1.       | Кара Блек Зимбабве · Лајзел Хубер Сједињене Државе (1) | 7:6(4), 6:2 | Натали Грандин Јужна Африка · Лора Гранвил Сједињене Државе |